# Fayette (Mississippi)
Fayette is een plaats (city) in de Amerikaanse staat Mississippi, en valt bestuurlijk gezien onder Jefferson County.

## Demografie
Bij de volkstelling in 2000 werd het aantal inwoners vastgesteld op 2242.
In 2006 is het aantal inwoners door het United States Census Bureau geschat op 2066, een daling van 176 (-7,9%).

## Geografie
Volgens het United States Census Bureau beslaat de plaats een oppervlakte van
3,1 km², geheel bestaande uit land. Fayette ligt op ongeveer 86 m boven zeeniveau.

## Plaatsen in de nabije omgeving
De onderstaande figuur toont nabijgelegen plaatsen in een straal van 32 km rond Fayette.

## Geboren in Fayette
- Richard Truly (1937-2024), astronaut